# Чудінов Петро Олексійович
Петро Олексійович Чудінов (рос. Пётр Алексеевич Чудинов; 11 листопада 1917 — 23 жовтня 1943) — командир батареї 279-го гвардійського легкого артилерійського полку 23-ї гвардійської легкої артилерійської бригади 5-ї артилерійської дивізії 4-го артилерійського корпусу прориву 61-ї армії Білоруського фронту, гвардії капітан. Герой Радянського Союзу.

## Біографія
Народився 11 листопада 1917 року в селі Баєво (нині Баєвського району Алтайського краю). Член ВКП(б) / КПРС із 1942 року. Закінчив неповну середню школу. Працював у колгоспі.
У 1938 році призваний до лав Червоної армії. Закінчив Томське артилерійське училище. У боях на німецько-радянській війні з 1942 року. Воював на Брянському, Білоруському фронтах.
18 жовтня 1943 року командир батареї 279-го гвардійського легкого артилерійського полку гвардії капітан П. О. Чудінов у числі перших переправився з батареєю на саморобному поромі через Дніпро в районі села Глушець Лоєвського району Гомельської області. Відбиваючи контратаки противника, артилеристи знищили штурмову установку, до п'ятнадцяти кулеметів, багато живої сили противника, чим сприяли закріпленню захопленого рубежу. 23 жовтня 1943 року артилеристи вступили в рукопашну сутичку з гітлерівцями і відстояли свої позиції. У цьому бою артилерист Петро Олексійович Чудінов загинув. Похований у місті Чернігів у братській могилі в парку на Валу.
Указом Президії Верховної ради СРСР від 24 грудня 1943 року за мужність та героїзм, виявлені при форсуванні Дніпра та утриманні плацдарму на його правому березі гвардії капітану Петру Олексійовичу Чудінову посмертно присвоєно звання Героя Радянського Союзу.
Нагороджений орденом Леніна, медалями.
Бюст Героя встановлений в селі Баєво, де його ім'ям названа вулиця.